# Rosa Bertens

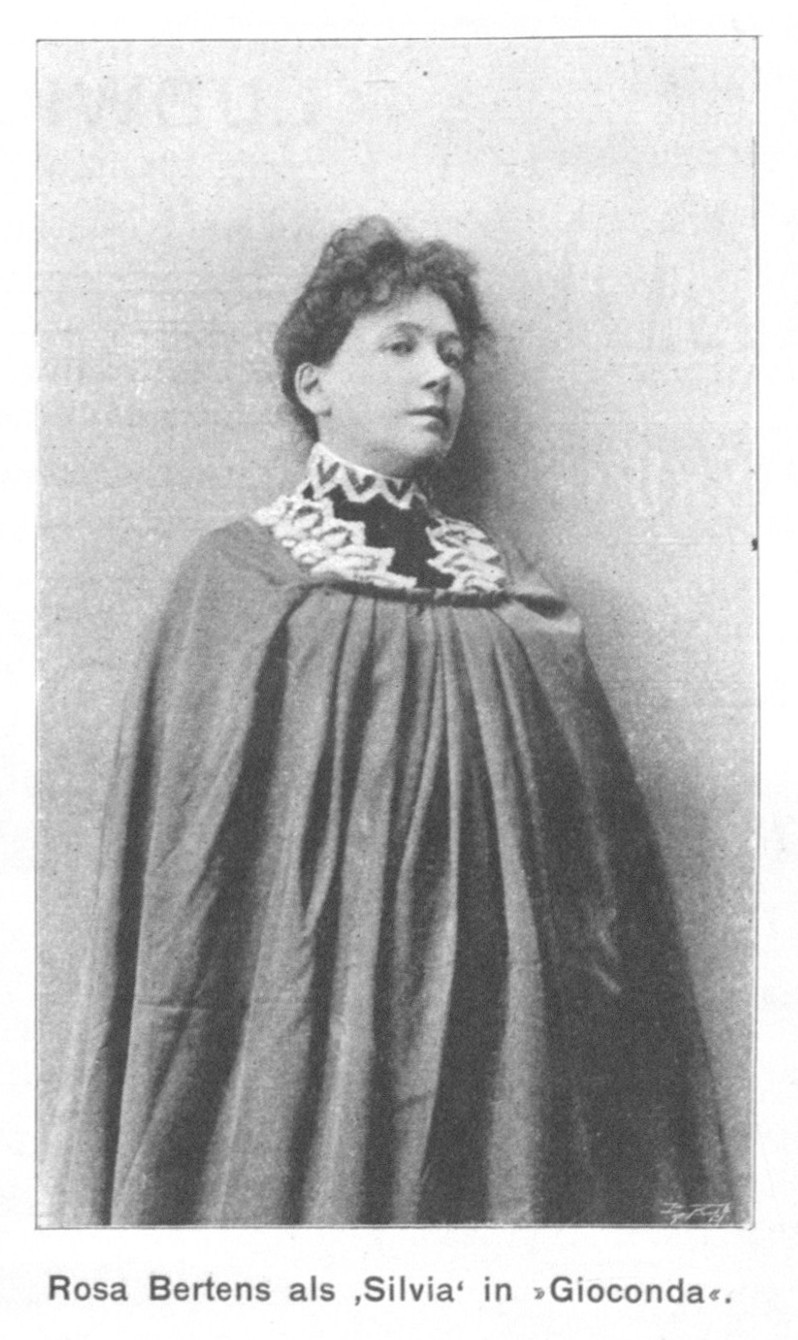
Rosa Bertens, 1900

Rosa Bertens (bürgerlich Rachel Kohn; geboren am 28. April 1861 in Konstantinopel; gestorben am 5. Oktober 1934 in Berlin) war eine deutsche Theater- und Filmschauspielerin.

## Leben
Rachel Kohn war eine Tochter des Kaufmanns Adolf Kohn und seiner Frau Rosalie, deren Geburtsname Berthensohn später in verkürzter Form zum Bühnennamen ihrer Tochter wurde. In Berlin erzogen, entdeckte Rachel Kohn (später Rosa Bertens) ihre Liebe zum Theater bei Aufführungen des Wiener Burgtheaters. Nach einer Ausbildung bei Adolf Sonnenthal trat sie 1879 in Nürnberg ihr erstes Engagement an. Dort wirkte sie erfolgreich im naiven Fach und wechselte dann ans Stadttheater in Köln, von wo sie ans Deutsche Theater nach Petersburg berufen wurde. 1887 trat sie in den Verband des Berliner Residenztheaters, 1894 ging sie ans Deutsche Theater und 1895 wieder zurück ans Residenztheater. 1898 wechselte sie ans Lessingtheater, dem sie bis mindestens 1902 angehörte. 1911 gehörte sie dem Berliner Max-Reinhardt-Ensemble an und spielte an der Seite von Ferdinand Bonn die Iokaste in der Hofmannsthalschen Bühnenadaption des König Ödipus.
Im Jahr 1913 hatte sie einen Vertrag mit der Literaria Film, in dem ihr ein Gehalt von 1.500 Mark/Monat (9.865 Euro/Monat) zugesichert wurde. Filme aus dieser Zeit mit ihr sind allerdings nicht überliefert. Erst 1921 taucht sie im Film Im Strudel der Großstadt (Regie: Kurt Gerron) nachweisbar auf.
1897 heiratete Rosa Bertens den Schriftsteller Paul Block. Sie starb wenige Monate nach dem Tod ihres Ehemannes 1934 in ihrer Wohnung in Berlin-Wilmersdorf.

## Filmografie
- 1921: Im Strudel der Großstadt
- 1924: Wege der Liebe
- 1931: Der Erlkönig
- 1931: Le roi des aulnes